# Robert Muir
Robert Muir (5 juillet 1864 - 30 mars 1959) est un médecin et pathologiste écossais qui effectue des travaux de pionnier en immunologie, et est l'une des figures de proue de la recherche médicale à Glasgow dans le début du XXe siècle .

## Biographie
Il est né à Balfron, Stirlingshire le 5 juillet 1864, fils du révérend Robert Muir, un ministre presbytérien uni (décédé quand Muir a 18 ans), et de sa femme, Susan Cameron Duncan .
Robert fait ses études au Hawick High School et à la Teviot Grove Academy. Il étudie ensuite à l'Université d'Édimbourg, où il obtient une maîtrise en 1884 et se qualifie en tant que médecin en recevant un diplôme MB CM avec les honneurs de première classe en 1888. Après deux ans de recherche, il obtient son diplôme de médecine avec mention et médaille d'or en 1890 . Il devient membre du Collège royal des médecins d'Édimbourg en 1894 et obtient la bourse en 1895. Muir est maître de conférences en pathologie bactérienne à l'Université d'Édimbourg (1894–98) et est le premier professeur de pathologie à l'Université St Andrews (Dundee) (1898–99). Il passe la majeure partie de sa carrière en tant que professeur de pathologie à l'Université de Glasgow (1899-1936), où il est reconnu comme l'une des principales autorités mondiales en pathologie, en particulier les troubles des cellules sanguines et le cancer du sein. Au cours de la période 1909 à 1911, il est assisté par John William McNee . Le 21 juin 1933, à Saint John, au Nouveau-Brunswick, Muir prononce une allocution lors de la 64e assemblée annuelle de l'Association médicale canadienne. Il est nommé LLD (docteur en droit) en 1937, puis est doyen des facultés de 1946 à 1949. À Glasgow, il vit au 16 Victoria Crescent dans le district de Dowanhill .
Muir est élu membre de la Royal Society en 1911 et de la Royal Society of Edinburgh en 1916 avec comme proposants William Smith Greenfield, Cargill Gilston Knott, Arthur Robinson et James Hartley Ashworth. Il est vice-président de la Société de 1950 à 1953 .
Il est membre de la Royal Society of Medicine et de la Pathological Society. Il reçoit la Médaille royale de la Royal Society en 1929 ("Pour ses contributions à la science de l'immunologie"). Il reçoit de nombreux diplômes honorifiques, dont le D.Sc. en 1934. Il reçoit la médaille Lister en 1936 pour ses contributions à la science chirurgicale . La conférence commémorative Lister correspondante, intitulée «Malignancy with illustrations from the pathology of the mamma», est publiée plus tard cette année-là .
Pendant la Première Guerre mondiale, il sert comme lieutenant-colonel dans le Royal Army Medical Corps, supervisant le travail pathologique et bactériologique dans les hôpitaux écossais. Il est également inspecteur de laboratoires en Écosse. Muir est fait chevalier en 1934.
Il prend sa retraite en 1936 et meurt en 1959, à l'âge de 94 ans. Il n'est pas marié et n'a pas d'enfants. Il est enterré avec sa sœur, l'artiste Anne Davidson Muir, dans l'extension nord du XXe siècle du cimetière Dean, dans l'ouest d'Édimbourg.

## Ouvrages
Ses publications comprennent une première collection d'articles sur l'immunologie, Studies in Immunity (1909, Londres, Oxford University Press), suivi de Text-book of Pathology (1924). Ce dernier, initialement publié par Edward Arnold, devient un manuel standard dans le domaine de la pathologie, et en 2008, sous l'empreinte de Hodder Arnold Publication, il atteint une 14e édition, connue sous le nom de Muir's Textbook of Pathology.